# Riesen-Deltamuräne
Die Riesen-Deltamuräne (Strophidon sathete) ist mit bis zu vier Metern Länge die längste lebende Muränenart. Sie ist die einzige Art der damit monotypischen Gattung Strophidon. Diese Muräne ist im Indo-Westpazifik, im Roten Meer und vom östlichen Afrika bis zum westlichen Pazifik verbreitet.

## Merkmale
Strophidon sathete erreicht gewöhnlich eine Körperlänge von 70 bis 200 cm TL. Die Färbung der Oberseite ist bräunlich grau, die Unterseite heller oder einschließlich Kopf und Flossen einheitlich braun. Hamiltons Exemplar war bräunlichschwarz, die Unterseite des Kopfes schmutzig gelb. Der unbeschuppte, mäßig langgestreckte Körper ist zum Kopf hin zylindrisch und entlang des Schwanzes seitlich zusammengedrückt. Die Augen sind klein, das Maul sehr groß und reicht bis hinter die Augen. Die scharfen kleinen Zähne sitzen in zwei Reihen, die nach vorne und in der inneren Reihe sind größer. Der Kopf ist nicht deutlich vom Rumpf abgesetzt, obwohl das Profil moderat zum Maul hin abfällt. Die Rückenflosse beginnt am Kopf vor den Kiemenöffnungen. Die Art hat 183 bis 196 Wirbel.
Möglicherweise handelt es sich bei Strophidon sathete um einen noch nicht geklärten Artkomplex.

## Lebensraum und Lebensweise
Strophidon sathete lebt am schlammigen Meeresboden und in Ästuarien, manchmal ist die Art auch in Flüssen oder im Innern von Buchten zu finden. Ihre Nahrung besteht hauptsächlich aus kleinen Fischen und Krebstieren.

## Forschungsgeschichte
Hamilton beschrieb die Art 1822 in seinem Buch An account of the fishes found in the river Ganges and its branches unter dem wissenschaftlichen Namen Muraenophis sathete. Er bezeichnete das aus den Ästuarien nahe Kalkutta gesammelte Exemplar als „ein sehr hässlicher Aalartiger, der bis zu fünf oder sechs Fuß lang wird“ (6 Fuß entsprechen etwa 1,83 m).